# Mount St. Catherine Forest Reserve
Das Mount St. Catherine Forest Reserve ist das zweitgrößte Land-Naturschutzgebiet in Grenada nach den Grand Etang and Annandale Forest Reserves. Das Schutzgebiet umfasst 934 ha in einer Grenzziehung von 31,7 km. Viele Quellflüsse entspringen in dem Gebiet, welche sieben der größten Wassereinzugsgebiete auf der Insel bedienen und wichtige Wasserschutzgebiete für die Bewässerung der landwirtschaftlichen Flächen im Unterland und die Wasserversorgung der Grenader bilden. Das Waldschutzgebiet umfasst den Hauptgipfel des Mount Saint Catherine-Massivs mit dem höchsten Punkt der Insel bei 840 m sowie weitere üppig bewaldete Bergrücken und kleinere Gipfel (wie zum Beispiel Mount Hope), den höchsten Wasserfall des Landes (Tufton Hall Waterfalls) und die Mehrheit der bekannten  Thermalquellen einschließlich der heißesten (Hapsack Springs) und des am besten zugänglichen Thermal-Bade-Pools (Clabony Sulphur Spring).

## Geographie und Ökologie
Das Naturschutzgebiet liegt zum größten Teil auf dem Gebiet des Parish Saint Andrew, allerdings bildet der Gipfel des Mount St. Catherine auch die Landmarke für die Grenzen der Parishes Saint John, Saint Mark und Saint Patrick. Teile des Schutzgebiets erstrecken sich auf die Gebiete dieser Parishes.
Das St.-Catherine-Massiv ist ein stark verwitterter Vulkan. Er gilt als ruhend, da es seit der letzten Kaltzeit keine Eruptionen mehr gegeben hat. Dennoch weisen seine relativ gut erhaltene Morphologie und das Vorhandensein von Thermalquellen und Fumarolen an seinen Flanken darauf hin, dass er der einzige noch aktive Vulkan unter den fünf vulkanischen Zentren von Grenada ist. Das Schutzgebiet ist typisch für tropische montane Wolkenwälder, die sich dort entwickeln, wo fast ständig Wolken auf die Bergvegetation treffen. Die Wälder unterscheiden sich von Tiefland-Regenwäldern in Struktur (niedrige Bäume, kleine und harte Blätter, geringe Diversität) und Funktion (niedrige Produktivität und niedrige Nährstoffkreislaufraten). Sie gelten als höchst gefährdetes Ökosystem, da diese Habitate besonders selten und empfindlich sind und gerade schneller verschwinden als jedes andere Waldökosystem in den Neotropen.

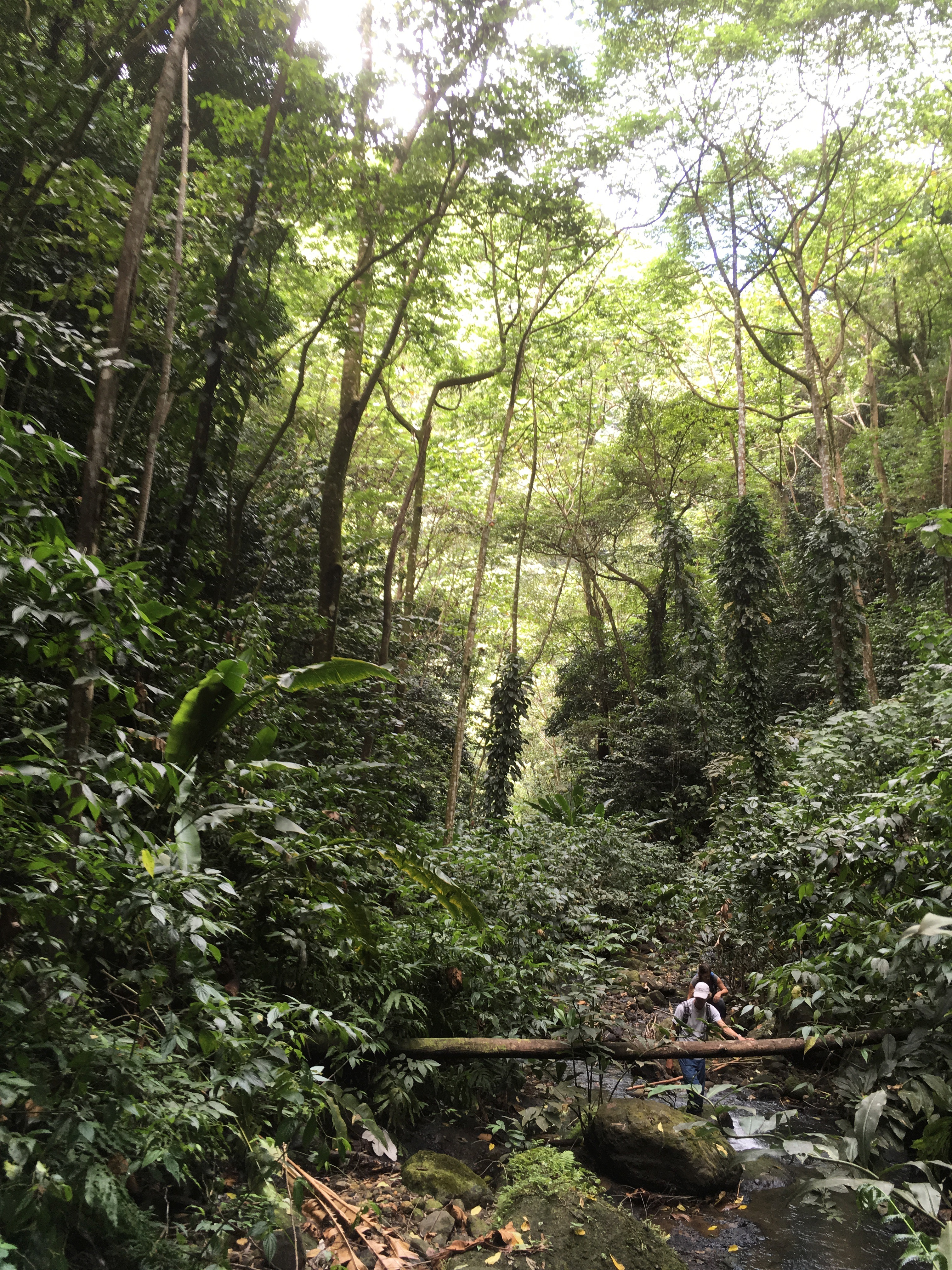
St. Mark’s River, Grenada
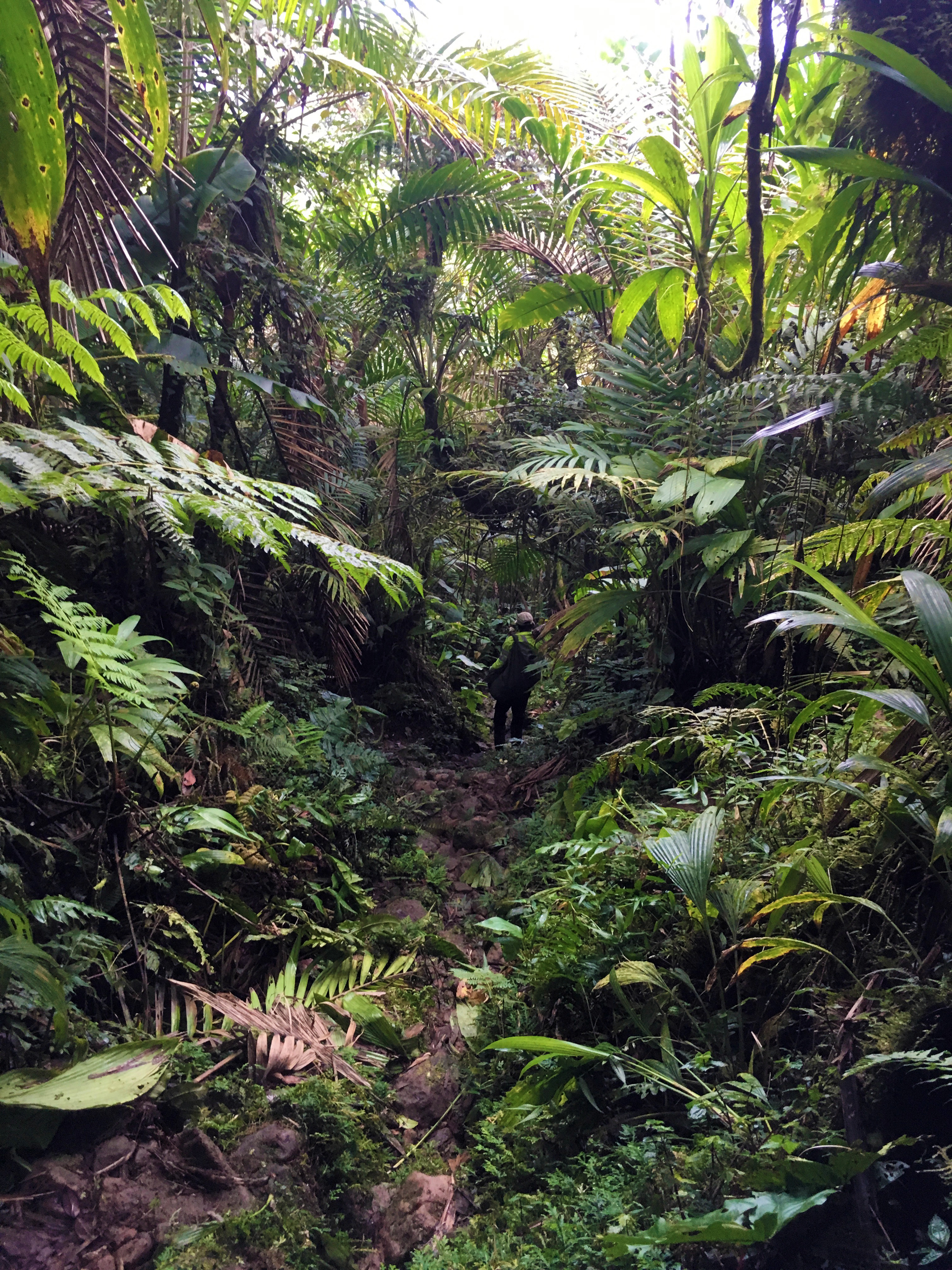
Sierra-Palmen entlang des Pfades zum Gipfel

Daneben kommen im Mt. St. Catherine Forest Reserve auch Tieflandregenwälder und Bergnebelwälder vor. Die Hochlandvegetation besteht vor allem aus dichten Beständen von Sierra-Palmen, Übergangs- und Hochnebelwald sowie Elfenwald in den höheren Lagen mit Farnen, Moosen und anderen Epiphyten und typischen verkümmerten Holzgewächsen. In den geschützteren tieferen Lagen ist der Wald relativ reif im Vergleich mit den anderen Regenwäldern der Insel (Grand Etang and Annandale). Sekundärwald von früher abgeholzten Regenwäldern ist rund um die unteren Bergrücken und an den Randlagen des Reservats sichtbar, wobei gemischte Holzlandwirtschaft (insbesondere agroforstwirtschaftliche Plantagen mit Muskatnuss und Kakao) auch in das Gebiet des Schutzgebietes hineinreicht, vor allem im Gebiet von Victoriaville und Mount Horne.

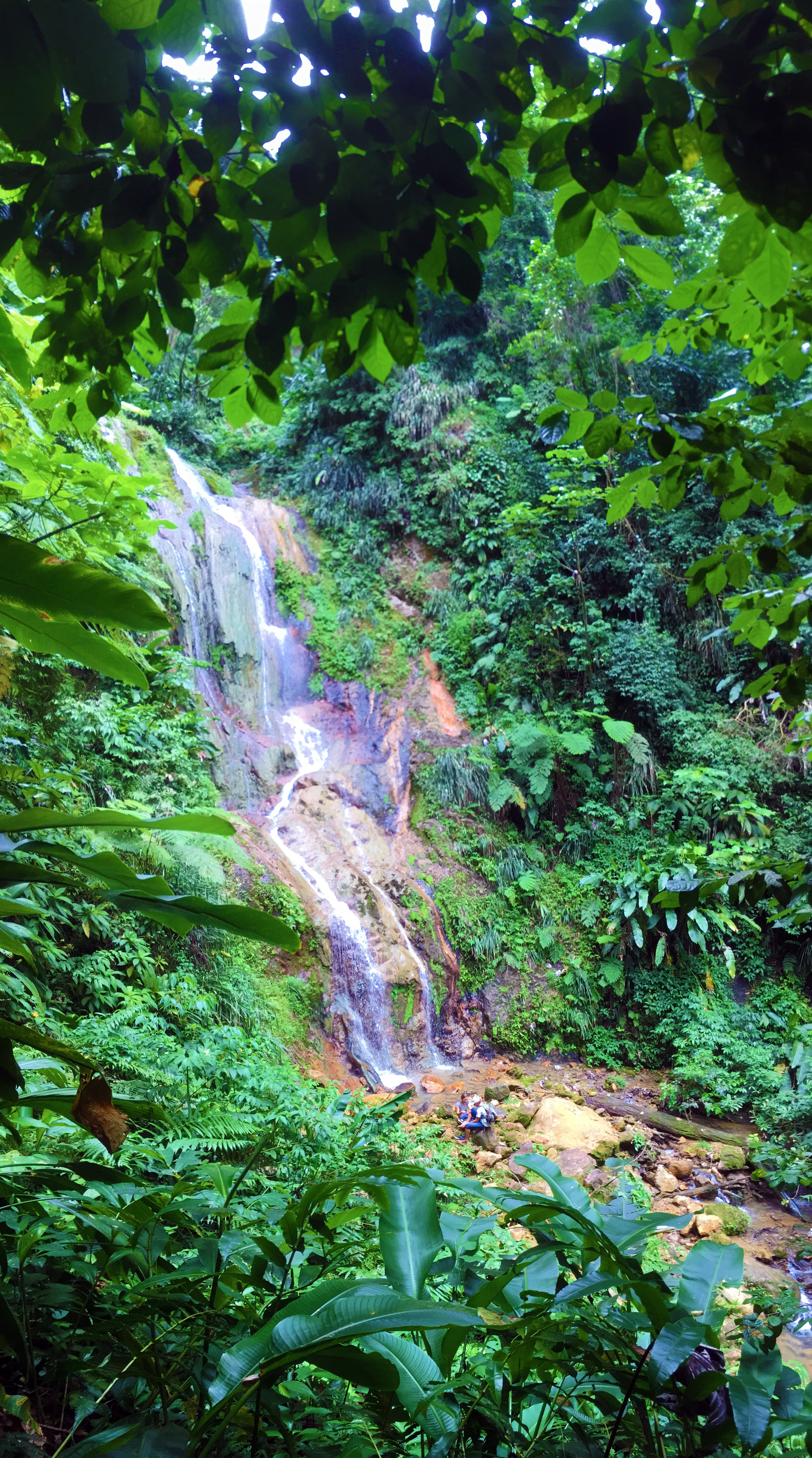
Untere Kaskade der Tufton Hall Waterfalls im Mt. St. Catherine Forest Reserve

Das Ökosystem des Nebelwaldes im Mt. St. Catherine Forest Reserve ist eine wertvolle Wasserressource für Grenada. Ein großer Teil der Regenfälle und des Taus werden in den Hochlandwäldern gespeichert und über das Jahr verteilt hangabwärts abgegeben. Das ist entscheidend für den Gesamtwasserhaushalt der Insel, da die Hauptflüsse und deren Zuflüsse mit dauernder Wasserführung in Grenada relativ klein sind und der Regenfall stark saisonal und lokal schwankt. Zudem wird nur etwa 10 % des Trinkwassers für die Bevölkerung durch Grundwasser gedeckt. Das Mt. St. Catherine Forest Reserve dient deshalb zusammen mit weiteren Bergregionen der Insel zu verschiedenen Zwecken der Wasserbewirtschaftung, inklusive hydrologischer Regulation, Flutkontrolle, Grundwassernachschub, Verbesserung der Wasserqualität und Bodenschutz.

## Wandern
Im Mt. St. Catherine Forest Reserve gibt es zahlreiche Wanderrouten einschließlich dreier steiler Routen zum Gipfel des Mount Saint Catherine, gemütlicher Spazierwege in malerischen agroforstwirtschaftlich genutzten Gegenden und herausfordernden Fluss-Trekking-Routen zu den geothermalen Punkten und Wasserfällen. Das Wanderwegesystem besteht zum Teil aus alten Plantagenstraßen und ist generell gut gepflegt. Die Pfade zum Gipfel variieren im Schwierigkeitsgrad. Der Anstieg führt oft durch dichte Vegetation und sumpfiges Terrain.